# Sosuke Shibata
Sosuke Shibata (柴田 壮介 Shibata Sosuke?, Nagasaki, 26 de mayo de 2001) es un futbolista japonés que juega como centrocampista en el Kataller Toyama.

## Trayectoria
En 2018 se unió al Shonan Bellmare de la J1 League.

## Estadísticas
Actualizado al 10 de noviembre de 2022.
| Shonan Bellmare Japón | 1.ª           | 2018          | 0  | 0 | 2 | 0 | - | - | 2  | 0 | 0,00 |
| Shonan Bellmare Japón | 1.ª           | 2019          | 1  | 0 | 3 | 0 | - | - | 4  | 0 | 0,00 |
| Shonan Bellmare Japón | 1.ª           | 2020          | 15 | 0 | 1 | 0 | - | - | 16 | 0 | 0,00 |
| Shonan Bellmare Japón | 1.ª           | 2021          | 3  | 0 | 2 | 1 | - | - | 5  | 1 | 0,20 |
| Shonan Bellmare Japón | Total club    | Total club    | 19 | 0 | 8 | 1 | 0 | 0 | 27 | 1 | 0,04 |
| Kataller Toyama Japón | 3.ª           | 2022          | 6  | 0 | 1 | 0 | - | - | 7  | 0 | 0,00 |
| Kataller Toyama Japón | Total club    | Total club    | 6  | 0 | 1 | 0 | 0 | 0 | 7  | 0 | 0,00 |
| Total carrera | Total carrera | Total carrera | 25 | 0 | 9 | 1 | 0 | 0 | 34 | 1 | 0,03 |
| (1) Incluye datos de Copa del Emperador y Copa J. League. (2) Incluye datos de Liga de Campeones de la AFC. (3) No incluye goles en partidos amistosos. |               |               |    |   |   |   |   |   |    |   |      |

## Palmarés

### Títulos nacionales
| Título         | Club            | País  | Año  |
| -------------- | --------------- | ----- | ---- |
| Copa J. League | Shonan Bellmare | Japón | 2018 |